# Дапани

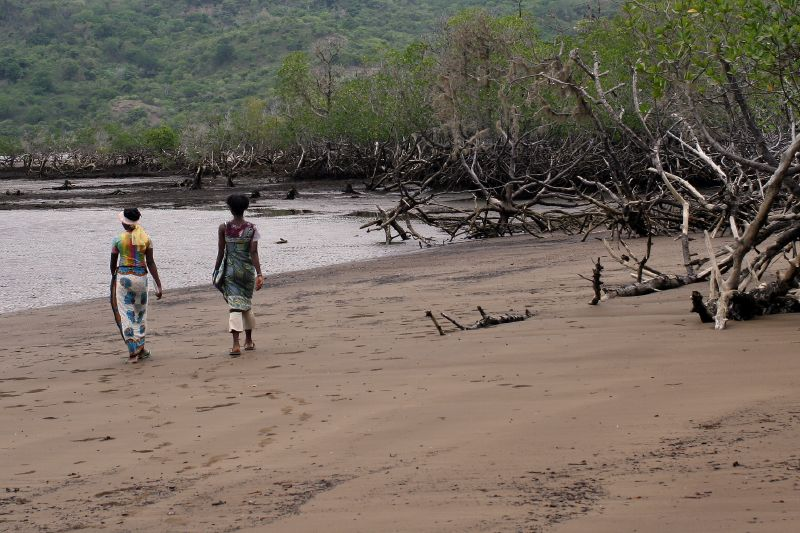
Пляж в Дапани

Дапани (фр. Dapani) — деревня в заморском департаменте Франции Майотта. Является одной из деревень образующих город Бандреле в южной части острова Майотта.

## Описание
Деревня Дапани расположена в районе национального парка Сазилей на южном побережье Майотты, характеризуется падзами и пляжами. Этот район является местом обитания птиц и «ботанической тропой» через мангровые леса. Деревня занимает площадь 7,5 га. Население деревни говорит на языке шибуши. Название деревни Дапани происходит от слова «ла-пани», что на языке шимаре означает «питаться безопасно».